# 西友楽市伊勢崎茂呂

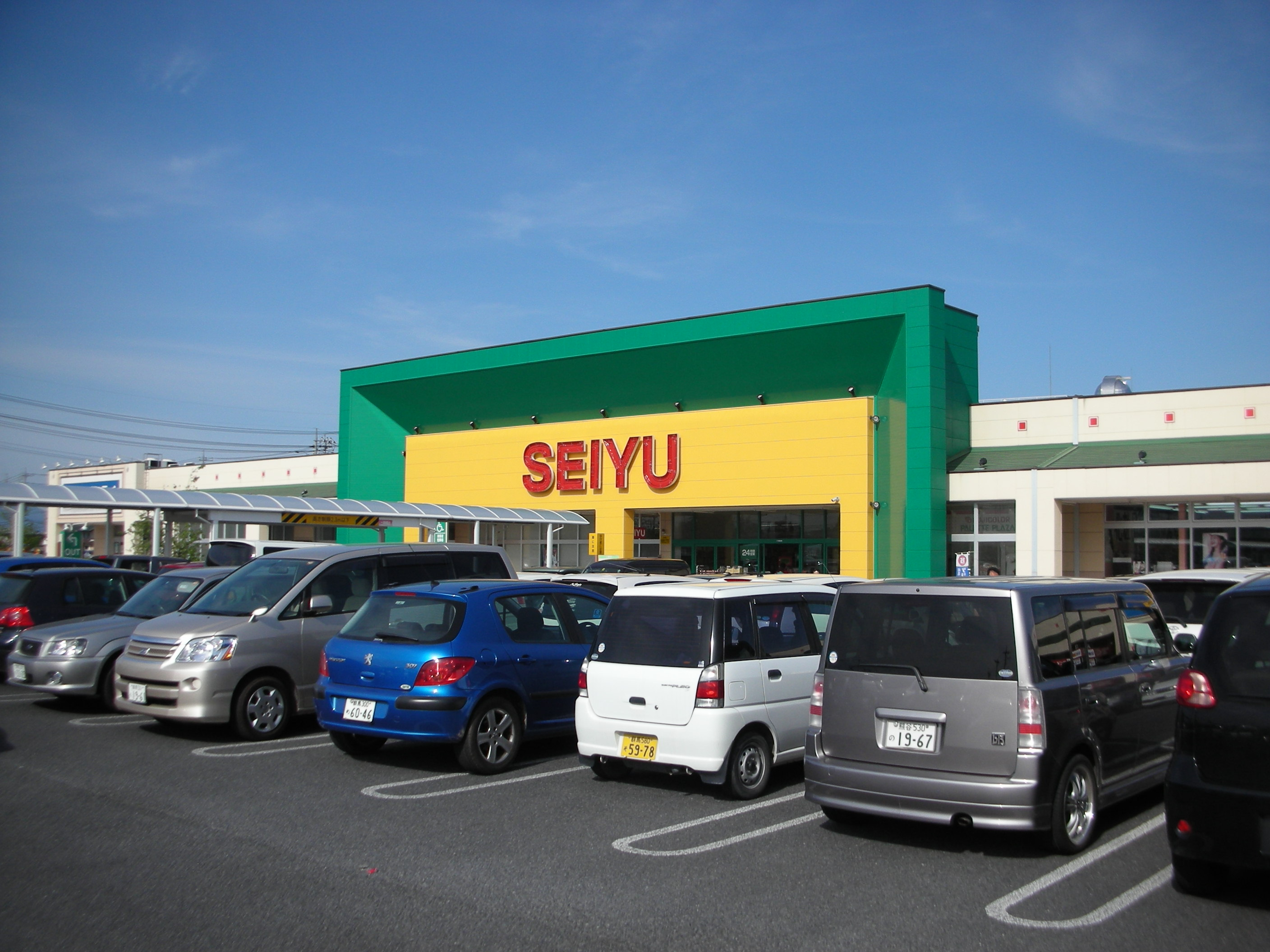
西友楽市伊勢崎茂呂

西友楽市伊勢崎茂呂（せいゆうらくいちいせさきもろ）とは、群馬県伊勢崎市南千木町にある合同会社西友が運営するネイバーフット型ショッピングセンターである。

## 概要
- 所在地 - 群馬県伊勢崎市南千木町2395
- 運営管理 - 合同会社西友
- 開店日 - 2000年12月14日
- 建物 - 全棟平屋建
- 売場面積（西友） - 1,980㎡
- テナント数 -
- 駐車場 - 台（無料）
- 営業時間
  - 西友 / 24時間
  - その他テナント / 10:00～

## テナント
- 西友伊勢崎茂呂店（スーパーマーケット）
- マツモトキヨシ西友楽市伊勢崎茂呂店（ドラッグストア）
- メガネのイタガキ伊勢崎西友楽市店（メガネ・補聴器）
- 蔦屋書店伊勢崎茂呂店（書籍・文具・CD・DVD）
- ハードオフ・オフハウス伊勢崎茂呂店（リサイクル）
- 西松屋伊勢崎茂呂店（ベビー用品）
- ダイソー西友楽市伊勢崎茂呂SC店（100円ショップ）

## 交通アクセス

### 公共交通機関

#### 鉄道
- 東武伊勢崎線剛志駅より徒歩約15分。

#### 路線バス
最寄りのバス停留所は、西友前の伊勢崎高校西である。
- 伊勢崎市コミュニティバス〔あおぞら〕
  - 南部シャトルバス、伊勢崎駅北巡回バス：伊勢崎駅前～伊勢崎高校西

### 自家用車
- 東毛広域幹線道路沿い。

## 周辺の商業施設
- セキチュー伊勢崎茂呂店
- とりせん茂呂店
- ベルク伊勢崎美茂呂店